# Liste der Nummer-eins-Hits in Österreich (2024)
Dies ist eine Liste der Nummer-eins-Hits in Österreich im Jahr 2024. Sie basiert auf den Top 75 der österreichischen Charts bei den Singles und bei den Alben.

## Singles
| ← 2023 ← | Liste der Nummer-eins-Hits in Österreich | Liste der Nummer-eins-Hits in Österreich | Liste der Nummer-eins-Hits in Österreich | 2025 → |
| \| Zeitraum \| Wo. ges. \| Interpret \| Titel Autor(en) \| Zusätzliche Informationen \| \| (Zeitraum, Wochen auf Platz eins, Interpret, Titel, Autor[en], zusätzliche Informationen) \| \| \| \| \| \| ----------------------------------------------------------------------------------------- \| -------- \| --------------------------------- \| ------------------------------------------------------------------------------------------------------------------------------------------------------------------------ \| -------------------------------------------------------------------------------------------------------------------------------------------------------------------------------------------------------------------------------------------------------------------------------------------------- \| \| 2. Januar 2024 – 8. Januar 2024 1 Woche (insgesamt 17) \| 17 \| Mariah Carey \| All I Want for Christmas Is You Walter N. Afanasieff, Mariah Carey \| – \| \| 9. Januar 2024 – 15. Januar 2024 1 Woche (insgesamt 3) \| 3 \| Cassö feat. D-Block Europe & Raye \| Prada Obi Fred Ebele, Uche Ben Ebele, Adam Nathaniel Laurence Williams, Ricky Earl Banton, Jahmori Dejon Simmons, Rachel Agatha Keen \| – \| \| 16. Januar 2024 – 22. Januar 2024 1 Woche \| 1 \| Luciano \| Time Patrick Jamal Großmann, Dennis Stani Lukowski \| Für Luciano ist es bereits der fünfte Nummer-eins-Hit in den österreichischen Charts. \| \| 23. Januar 2024 – 5. Februar 2024 2 Wochen (insgesamt 3) \| 3 \| Cassö feat. D-Block Europe & Raye \| Prada Obi Fred Ebele, Uche Ben Ebele, Adam Nathaniel Laurence Williams, Ricky Earl Banton, Jahmori Dejon Simmons, Rachel Agatha Keen \| – \| \| 6. Februar 2024 – 19. Februar 2024 2 Wochen \| 2 \| Natasha Bedingfield \| Unwritten Danielle Anne Brisebois, Wayne Rodrigues, Natasha Anne Bedingfield \| Das Lied stammt bereits aus dem Jahr 2004, wo es bei seinem ursprünglichen Chartverlauf Platz 18 erreichte. Durch seine Verwendung im Film Wo die Lüge hinfällt erklomm es 20 Jahre nach Erstveröffentlichung die Chartspitze. \| \| 20. Februar 2024 – 8. April 2024 7 Wochen \| 7 \| Benson Boone \| Beautiful Things Benson James Boone, Evan Robert Eliiot Blair, Jackson Lafrantz Larsen \| – \| \| 9. April 2024 – 10. Juni 2024 9 Wochen (insgesamt 12) \| 12 \| Artemas \| I Like the Way You Kiss Me Artemas Diamandis, Jesse Finkelstein, Kevin Clark White, Toby James Daintree \| – \| \| 11. Juni 2024 – 1. Juli 2024 3 Wochen (insgesamt 5) \| 5 \| Eminem \| Houdini Anne Jennifer Dudley, Jeffrey Irwin Bass, Kevin Dean Bell, Malcolm Robert Andrew McLaren, Marshall Bruce Mathers III, Steven Haworth Miller, Trevor Charles Horn \| Für Eminem ist es bereits der sechste Nummer-eins-Hit in den österreichischen Charts. Die in Houdini gesampelten Musikstücke Abracadabra von der Steve Miller Band und Without Me von Eminem selbst konnten bereits in den Jahren 1982 und 2002 für 2 bzw. 8 Wochen die Spitzenposition erreichen. \| \| 2. Juli 2024 – 22. Juli 2024 3 Wochen (insgesamt 12) \| 12 \| Artemas \| I Like the Way You Kiss Me Artemas Diamandis, Jesse Finkelstein, Kevin Clark White, Toby James Daintree \| – \| \| 23. Juli 2024 – 5. August 2024 2 Wochen (insgesamt 5) \| 5 \| Eminem \| Houdini Anne Jennifer Dudley, Jeffrey Irwin Bass, Kevin Dean Bell, Malcolm Robert Andrew McLaren, Marshall Bruce Mathers III, Steven Haworth Miller, Trevor Charles Horn \| – \| \| 6. August 2024 – 19. August 2024 2 Wochen (insgesamt 4) \| 4 \| Shirin David \| Bauch Beine Po Barbara Shirin Davidavicius, David Kraft, Tim Wilke, Giuseppe Di Agosta, Lars Daniel Hammerstein, Sergen Horoz, Bojan Ivetic \| Für Shirin David ist es bereits der zweite Nummer-eins-Hit in den österreichischen Charts. Das Produzenten-Duo The Cratez erzielt die 31. Nummer-eins-Platzierung in den österreichischen Singlecharts. \| \| 20. August 2024 – 2. September 2024 2 Wochen \| 2 \| RAF Camora \| Out of the Dark Thorsten Börger, Johann Hölzel \| Für RAF Camora ist es bereits der 20. Nummer-eins-Hit in den österreichischen Charts, womit er seinen Rekord als Interpret mit den meisten Spitzenreitern weiter ausbaut. Das Produzenten-Duo The Cratez erreicht den 32. Nummer-eins-Hit und den zweiten 2024. \| \| 3. September 2024 – 16. September 2024 2 Wochen (insgesamt 4) \| 4 \| Shirin David \| Bauch Beine Po Barbara Shirin Davidavicius, David Kraft, Tim Wilke, Giuseppe Di Agosta, Lars Daniel Hammerstein, Sergen Horoz, Bojan Ivetic \| – \| \| 17. September 2024 – 2. Dezember 2024 11 Wochen \| 11 \| Linkin Park \| The Emptiness Machine Bradford Philip Delson, David Michael Farrell, Joseph Hahn, Michael Kenji Shinoda, Emily Marcia Armstrong, Colin Brittain \| – \| \| 3. Dezember 2024 – 9. Dezember 2024 1 Woche (insgesamt 17) \| 17 \| Mariah Carey \| All I Want for Christmas Is You Walter N. Afanasieff, Mariah Carey \| – \| \| 10. Dezember 2024 – 23. Dezember 2024 2 Wochen (insgesamt 7) \| 7 \| Wham! \| Last Christmas George Michael \| – \| \| \| \| \| \| \| \| \| \| \| \| \| \| 31. Dezember 2024 – 6. Januar 2025 1 Woche (insgesamt 7) \| 7 \| Wham! \| Last Christmas George Michael \| – \| |                                          |                                          | | |
| ← 2023 |                                          |                                          | | → 2025 → |
| Zeitraum | Wo. ges.                                 | Interpret                                | Titel Autor(en) | Zusätzliche Informationen |
| (Zeitraum, Wochen auf Platz eins, Interpret, Titel, Autor[en], zusätzliche Informationen) |                                          |                                          | | |
| 2. Januar 2024 – 8. Januar 2024 1 Woche (insgesamt 17) | 17                                       | Mariah Carey                             | All I Want for Christmas Is You Walter N. Afanasieff, Mariah Carey | – |
| 9. Januar 2024 – 15. Januar 2024 1 Woche (insgesamt 3) | 3                                        | Cassö feat. D-Block Europe & Raye        | Prada Obi Fred Ebele, Uche Ben Ebele, Adam Nathaniel Laurence Williams, Ricky Earl Banton, Jahmori Dejon Simmons, Rachel Agatha Keen                                     | – |
| 16. Januar 2024 – 22. Januar 2024 1 Woche | 1                                        | Luciano                                  | Time Patrick Jamal Großmann, Dennis Stani Lukowski | Für Luciano ist es bereits der fünfte Nummer-eins-Hit in den österreichischen Charts. |
| 23. Januar 2024 – 5. Februar 2024 2 Wochen (insgesamt 3) | 3                                        | Cassö feat. D-Block Europe & Raye        | Prada Obi Fred Ebele, Uche Ben Ebele, Adam Nathaniel Laurence Williams, Ricky Earl Banton, Jahmori Dejon Simmons, Rachel Agatha Keen                                     | – |
| 6. Februar 2024 – 19. Februar 2024 2 Wochen | 2                                        | Natasha Bedingfield                      | Unwritten Danielle Anne Brisebois, Wayne Rodrigues, Natasha Anne Bedingfield                                                                                             | Das Lied stammt bereits aus dem Jahr 2004, wo es bei seinem ursprünglichen Chartverlauf Platz 18 erreichte. Durch seine Verwendung im Film Wo die Lüge hinfällt erklomm es 20 Jahre nach Erstveröffentlichung die Chartspitze.                                                                     |
| 20. Februar 2024 – 8. April 2024 7 Wochen | 7                                        | Benson Boone                             | Beautiful Things Benson James Boone, Evan Robert Eliiot Blair, Jackson Lafrantz Larsen                                                                                   | – |
| 9. April 2024 – 10. Juni 2024 9 Wochen (insgesamt 12) | 12                                       | Artemas                                  | I Like the Way You Kiss Me Artemas Diamandis, Jesse Finkelstein, Kevin Clark White, Toby James Daintree                                                                  | – |
| 11. Juni 2024 – 1. Juli 2024 3 Wochen (insgesamt 5) | 5                                        | Eminem                                   | Houdini Anne Jennifer Dudley, Jeffrey Irwin Bass, Kevin Dean Bell, Malcolm Robert Andrew McLaren, Marshall Bruce Mathers III, Steven Haworth Miller, Trevor Charles Horn | Für Eminem ist es bereits der sechste Nummer-eins-Hit in den österreichischen Charts. Die in Houdini gesampelten Musikstücke Abracadabra von der Steve Miller Band und Without Me von Eminem selbst konnten bereits in den Jahren 1982 und 2002 für 2 bzw. 8 Wochen die Spitzenposition erreichen. |
| 2. Juli 2024 – 22. Juli 2024 3 Wochen (insgesamt 12) | 12                                       | Artemas                                  | I Like the Way You Kiss Me Artemas Diamandis, Jesse Finkelstein, Kevin Clark White, Toby James Daintree                                                                  | – |
| 23. Juli 2024 – 5. August 2024 2 Wochen (insgesamt 5) | 5                                        | Eminem                                   | Houdini Anne Jennifer Dudley, Jeffrey Irwin Bass, Kevin Dean Bell, Malcolm Robert Andrew McLaren, Marshall Bruce Mathers III, Steven Haworth Miller, Trevor Charles Horn | – |
| 6. August 2024 – 19. August 2024 2 Wochen (insgesamt 4) | 4                                        | Shirin David                             | Bauch Beine Po Barbara Shirin Davidavicius, David Kraft, Tim Wilke, Giuseppe Di Agosta, Lars Daniel Hammerstein, Sergen Horoz, Bojan Ivetic                              | Für Shirin David ist es bereits der zweite Nummer-eins-Hit in den österreichischen Charts. Das Produzenten-Duo The Cratez erzielt die 31. Nummer-eins-Platzierung in den österreichischen Singlecharts.                                                                                            |
| 20. August 2024 – 2. September 2024 2 Wochen | 2                                        | RAF Camora                               | Out of the Dark Thorsten Börger, Johann Hölzel | Für RAF Camora ist es bereits der 20. Nummer-eins-Hit in den österreichischen Charts, womit er seinen Rekord als Interpret mit den meisten Spitzenreitern weiter ausbaut. Das Produzenten-Duo The Cratez erreicht den 32. Nummer-eins-Hit und den zweiten 2024.                                    |
| 3. September 2024 – 16. September 2024 2 Wochen (insgesamt 4) | 4                                        | Shirin David                             | Bauch Beine Po Barbara Shirin Davidavicius, David Kraft, Tim Wilke, Giuseppe Di Agosta, Lars Daniel Hammerstein, Sergen Horoz, Bojan Ivetic                              | – |
| 17. September 2024 – 2. Dezember 2024 11 Wochen | 11                                       | Linkin Park                              | The Emptiness Machine Bradford Philip Delson, David Michael Farrell, Joseph Hahn, Michael Kenji Shinoda, Emily Marcia Armstrong, Colin Brittain                          | – |
| 3. Dezember 2024 – 9. Dezember 2024 1 Woche (insgesamt 17) | 17                                       | Mariah Carey                             | All I Want for Christmas Is You Walter N. Afanasieff, Mariah Carey | – |
| 10. Dezember 2024 – 23. Dezember 2024 2 Wochen (insgesamt 7) | 7                                        | Wham!                                    | Last Christmas George Michael | – |
| |                                          |                                          | | |
| |                                          |                                          | | |
| 31. Dezember 2024 – 6. Januar 2025 1 Woche (insgesamt 7) | 7                                        | Wham!                                    | Last Christmas George Michael | – |

## Alben
| ← 2023 ← | Liste der Nummer-eins-Alben in Österreich | Liste der Nummer-eins-Alben in Österreich | Liste der Nummer-eins-Alben in Österreich | 2025 →                    |
| \| Zeitraum \| Wo. ges. \| Interpret \| Titel \| Zusätzliche Informationen \| \| (Zeitraum, Wochen auf Platz eins, Interpret, Titel, zusätzliche Informationen) \| \| \| \| \| \| ------------------------------------------------------------------------------ \| -------- \| --------------------------------- \| --------------------------------------- \| ------------------------- \| \| 2. Januar 2024 – 15. Januar 2024 2 Wochen (insgesamt 4) \| 4 \| The Rolling Stones \| Hackney Diamonds \| – \| \| 16. Januar 2024 – 22. Januar 2024 1 Woche \| 1 \| Daniela Alfinito \| Einfach echt \| – \| \| 23. Januar 2024 – 29. Januar 2024 1 Woche (insgesamt 2) \| 2 \| Wiener Philharmoniker \| Neujahrskonzert 2024 \| – \| \| 30. Januar 2024 – 5. Februar 2024 1 Woche \| 1 \| Fantasy \| Phönix aus der Asche \| – \| \| 6. Februar 2024 – 12. Februar 2024 1 Woche \| 1 \| Oliver Haidt \| Komet \| – \| \| 13. Februar 2024 – 19. Februar 2024 1 Woche (insgesamt 2) \| 2 \| Wiener Philharmoniker \| Neujahrskonzert 2024 \| – \| \| 20. Februar 2024 – 4. März 2024 2 Wochen \| 2 \| Kanye West & Ty Dolla Sign \| Vultures 1 \| – \| \| 5. März 2024 – 11. März 2024 1 Woche \| 1 \| Ina Regen & Tonkünstler-Orchester \| Was ma heut net träumen \| – \| \| 12. März 2024 – 18. März 2024 1 Woche \| 1 \| Bruce Dickinson \| The Mandrake Project \| – \| \| 19. März 2024 – 25. März 2024 1 Woche \| 1 \| Judas Priest \| Invincible Shield \| – \| \| 26. März 2024 – 1. April 2024 1 Woche \| 1 \| Christina Stürmer \| MTV Unplugged in Wien \| – \| \| 2. April 2024 – 8. April 2024 1 Woche \| 1 \| Alligatoah \| Off \| – \| \| 9. April 2024 – 15. April 2024 1 Woche \| 1 \| Beyoncé \| Cowboy Carter \| – \| \| 16. April 2024 – 22. April 2024 1 Woche \| 1 \| Aut of Orda \| Das Empörium schlägt zurück \| – \| \| 23. April 2024 – 29. April 2024 1 Woche \| 1 \| Mark Knopfler \| One Deep River \| – \| \| 30. April 2024 – 13. Mai 2024 2 Wochen (insgesamt 6) \| 6 \| Taylor Swift \| The Tortured Poets Department \| – \| \| 14. Mai 2024 – 20. Mai 2024 1 Woche \| 1 \| Dua Lipa \| Radical Optimism \| – \| \| 21. Mai 2024 – 27. Mai 2024 1 Woche (insgesamt 6) \| 6 \| Taylor Swift \| The Tortured Poets Department \| – \| \| 28. Mai 2024 – 10. Juni 2024 2 Wochen (insgesamt 3) \| 3 \| Billie Eilish \| Hit Me Hard and Soft \| – \| \| 11. Juni 2024 – 17. Juni 2024 1 Woche \| 1 \| Rainhard Fendrich \| Symphonisch in Schönbrunn \| – \| \| 18. Juni 2024 – 24. Juni 2024 1 Woche \| 1 \| Wanda \| Ende nie \| – \| \| 25. Juni 2024 – 1. Juli 2024 1 Woche (insgesamt 2) \| 2 \| Nockis \| Gefühlsecht \| – \| \| 2. Juli 2024 – 8. Juli 2024 1 Woche \| 1 \| K.I.Z \| Görlitzer Park \| – \| \| 9. Juli 2024 – 15. Juli 2024 1 Woche (insgesamt 2) \| 2 \| Nockis \| Gefühlsecht \| – \| \| 16. Juli 2024 – 22. Juli 2024 1 Woche (insgesamt 3) \| 3 \| Billie Eilish \| Hit Me Hard and Soft \| – \| \| 23. Juli 2024 – 29. Juli 2024 1 Woche \| 1 \| Eminem \| The Death of Slim Shady (Coup de Grâce) \| – \| \| 30. Juli 2024 – 5. August 2024 1 Woche \| 1 \| Stray Kids \| Ate \| – \| \| 6. August 2024 – 12. August 2024 1 Woche \| 1 \| Powerwolf \| Wake Up the Wicked \| – \| \| 13. August 2024 – 26. August 2024 2 Wochen (insgesamt 6) \| 6 \| Taylor Swift \| The Tortured Poets Department \| – \| \| 27. August 2024 – 2. September 2024 1 Woche \| 1 \| Ayliva \| In Liebe \| – \| \| 3. September 2024 – 9. September 2024 1 Woche \| 1 \| Sabrina Carpenter \| Short n’ Sweet \| – \| \| 10. September 2024 – 16. September 2024 1 Woche \| 1 \| Ski Aggu \| Wilmersdorfs Kind \| – \| \| 17. September 2024 – 30. September 2024 2 Wochen \| 2 \| David Gilmour \| Luck and Strange \| – \| \| 1. Oktober 2024 – 7. Oktober 2024 1 Woche \| 1 \| Die Amigos \| Stimmen der Nacht \| – \| \| 8. Oktober 2024 – 14. Oktober 2024 1 Woche \| 1 \| Udo Jürgens \| Udo 90 \| – \| \| 15. Oktober 2024 – 28. Oktober 2024 2 Wochen \| 2 \| Coldplay \| Moon Music \| – \| \| 29. Oktober 2024 – 4. November 2024 1 Woche (insgesamt 2) \| 2 \| Andrea Berg \| Andrea Berg \| – \| \| 5. November 2024 – 11. November 2024 1 Woche \| 1 \| Bonez MC \| Gameboy \| – \| \| 12. November 2024 – 18. November 2024 1 Woche \| 1 \| The Cure \| Songs of a Lost World \| – \| \| 19. November 2024 – 25. November 2024 1 Woche \| 1 \| Helene Fischer \| Die schönsten Kinderlieder \| – \| \| 26. November 2024 – 9. Dezember 2024 2 Wochen (insgesamt 4) \| 4 \| Linkin Park \| From Zero \| – \| \| 10. Dezember 2024 – 16. Dezember 2024 1 Woche (insgesamt 6) \| 6 \| Taylor Swift \| The Tortured Poets Department \| – \| \| 17. Dezember 2024 – 23. Dezember 2024 1 Woche (insgesamt 4) \| 4 \| Linkin Park \| From Zero \| – \| \| 31. Dezember 2024 – 6. Januar 2025 1 Woche (insgesamt 8) \| 8 \| Michael Bublé \| Christmas \| – \| |                                           |                                           |                                           |                           |
| ← 2023 |                                           |                                           |                                           | → 2025 →                  |
| Zeitraum | Wo. ges.                                  | Interpret                                 | Titel                                     | Zusätzliche Informationen |
| (Zeitraum, Wochen auf Platz eins, Interpret, Titel, zusätzliche Informationen) |                                           |                                           |                                           |                           |
| 2. Januar 2024 – 15. Januar 2024 2 Wochen (insgesamt 4) | 4                                         | The Rolling Stones                        | Hackney Diamonds                          | –                         |
| 16. Januar 2024 – 22. Januar 2024 1 Woche | 1                                         | Daniela Alfinito                          | Einfach echt                              | –                         |
| 23. Januar 2024 – 29. Januar 2024 1 Woche (insgesamt 2) | 2                                         | Wiener Philharmoniker                     | Neujahrskonzert 2024                      | –                         |
| 30. Januar 2024 – 5. Februar 2024 1 Woche | 1                                         | Fantasy                                   | Phönix aus der Asche                      | –                         |
| 6. Februar 2024 – 12. Februar 2024 1 Woche | 1                                         | Oliver Haidt                              | Komet                                     | –                         |
| 13. Februar 2024 – 19. Februar 2024 1 Woche (insgesamt 2) | 2                                         | Wiener Philharmoniker                     | Neujahrskonzert 2024                      | –                         |
| 20. Februar 2024 – 4. März 2024 2 Wochen | 2                                         | Kanye West & Ty Dolla Sign                | Vultures 1                                | –                         |
| 5. März 2024 – 11. März 2024 1 Woche | 1                                         | Ina Regen & Tonkünstler-Orchester         | Was ma heut net träumen                   | –                         |
| 12. März 2024 – 18. März 2024 1 Woche | 1                                         | Bruce Dickinson                           | The Mandrake Project                      | –                         |
| 19. März 2024 – 25. März 2024 1 Woche | 1                                         | Judas Priest                              | Invincible Shield                         | –                         |
| 26. März 2024 – 1. April 2024 1 Woche | 1                                         | Christina Stürmer                         | MTV Unplugged in Wien                     | –                         |
| 2. April 2024 – 8. April 2024 1 Woche | 1                                         | Alligatoah                                | Off                                       | –                         |
| 9. April 2024 – 15. April 2024 1 Woche | 1                                         | Beyoncé                                   | Cowboy Carter                             | –                         |
| 16. April 2024 – 22. April 2024 1 Woche | 1                                         | Aut of Orda                               | Das Empörium schlägt zurück               | –                         |
| 23. April 2024 – 29. April 2024 1 Woche | 1                                         | Mark Knopfler                             | One Deep River                            | –                         |
| 30. April 2024 – 13. Mai 2024 2 Wochen (insgesamt 6) | 6                                         | Taylor Swift                              | The Tortured Poets Department             | –                         |
| 14. Mai 2024 – 20. Mai 2024 1 Woche | 1                                         | Dua Lipa                                  | Radical Optimism                          | –                         |
| 21. Mai 2024 – 27. Mai 2024 1 Woche (insgesamt 6) | 6                                         | Taylor Swift                              | The Tortured Poets Department             | –                         |
| 28. Mai 2024 – 10. Juni 2024 2 Wochen (insgesamt 3) | 3                                         | Billie Eilish                             | Hit Me Hard and Soft                      | –                         |
| 11. Juni 2024 – 17. Juni 2024 1 Woche | 1                                         | Rainhard Fendrich                         | Symphonisch in Schönbrunn                 | –                         |
| 18. Juni 2024 – 24. Juni 2024 1 Woche | 1                                         | Wanda                                     | Ende nie                                  | –                         |
| 25. Juni 2024 – 1. Juli 2024 1 Woche (insgesamt 2) | 2                                         | Nockis                                    | Gefühlsecht                               | –                         |
| 2. Juli 2024 – 8. Juli 2024 1 Woche | 1                                         | K.I.Z                                     | Görlitzer Park                            | –                         |
| 9. Juli 2024 – 15. Juli 2024 1 Woche (insgesamt 2) | 2                                         | Nockis                                    | Gefühlsecht                               | –                         |
| 16. Juli 2024 – 22. Juli 2024 1 Woche (insgesamt 3) | 3                                         | Billie Eilish                             | Hit Me Hard and Soft                      | –                         |
| 23. Juli 2024 – 29. Juli 2024 1 Woche | 1                                         | Eminem                                    | The Death of Slim Shady (Coup de Grâce)   | –                         |
| 30. Juli 2024 – 5. August 2024 1 Woche | 1                                         | Stray Kids                                | Ate                                       | –                         |
| 6. August 2024 – 12. August 2024 1 Woche | 1                                         | Powerwolf                                 | Wake Up the Wicked                        | –                         |
| 13. August 2024 – 26. August 2024 2 Wochen (insgesamt 6) | 6                                         | Taylor Swift                              | The Tortured Poets Department             | –                         |
| 27. August 2024 – 2. September 2024 1 Woche | 1                                         | Ayliva                                    | In Liebe                                  | –                         |
| 3. September 2024 – 9. September 2024 1 Woche | 1                                         | Sabrina Carpenter                         | Short n’ Sweet                            | –                         |
| 10. September 2024 – 16. September 2024 1 Woche | 1                                         | Ski Aggu                                  | Wilmersdorfs Kind                         | –                         |
| 17. September 2024 – 30. September 2024 2 Wochen | 2                                         | David Gilmour                             | Luck and Strange                          | –                         |
| 1. Oktober 2024 – 7. Oktober 2024 1 Woche | 1                                         | Die Amigos                                | Stimmen der Nacht                         | –                         |
| 8. Oktober 2024 – 14. Oktober 2024 1 Woche | 1                                         | Udo Jürgens                               | Udo 90                                    | –                         |
| 15. Oktober 2024 – 28. Oktober 2024 2 Wochen | 2                                         | Coldplay                                  | Moon Music                                | –                         |
| 29. Oktober 2024 – 4. November 2024 1 Woche (insgesamt 2) | 2                                         | Andrea Berg                               | Andrea Berg                               | –                         |
| 5. November 2024 – 11. November 2024 1 Woche | 1                                         | Bonez MC                                  | Gameboy                                   | –                         |
| 12. November 2024 – 18. November 2024 1 Woche | 1                                         | The Cure                                  | Songs of a Lost World                     | –                         |
| 19. November 2024 – 25. November 2024 1 Woche | 1                                         | Helene Fischer                            | Die schönsten Kinderlieder                | –                         |
| 26. November 2024 – 9. Dezember 2024 2 Wochen (insgesamt 4) | 4                                         | Linkin Park                               | From Zero                                 | –                         |
| 10. Dezember 2024 – 16. Dezember 2024 1 Woche (insgesamt 6) | 6                                         | Taylor Swift                              | The Tortured Poets Department             | –                         |
| 17. Dezember 2024 – 23. Dezember 2024 1 Woche (insgesamt 4) | 4                                         | Linkin Park                               | From Zero                                 | –                         |
| 31. Dezember 2024 – 6. Januar 2025 1 Woche (insgesamt 8) | 8                                         | Michael Bublé                             | Christmas                                 | –                         |

## Jahreshitparaden
| ← 2023 ← | Liste der Nummer-eins-Hits in Österreich | Liste der Nummer-eins-Hits in Österreich   | Liste der Nummer-eins-Hits in Österreich | 2025 →   |
| \| Singles \| Position# \| Alben \| \| ------------------------------------------------------------------------------------------------------------------------------------------------------------------------------ \| --------- \| ------------------------------------------ \| \| Beautiful Things Benson Boone Benson James Boone, Evan Robert Eliiot Blair, Jackson Lafrantz Larsen \| 1 \| The Tortured Poets Department Taylor Swift \| \| I Like the Way You Kiss Me Artemas Artemas Diamandis, Jesse Finkelstein, Kevin Clark White, Toby James Daintree \| 2 \| Hit Me Hard and Soft Billie Eilish \| \| Stumblin’ In Cyril Nicholas Barry Chinn, Michael Donald Chapman \| 3 \| From Zero Linkin Park \| \| Lose Control Teddy Swims Joshua Emanuel Coleman, Julian Collin Bunetta, Jaten Collin Dimsdale, John Stephen Sudduth, Marco Antonio Rodriguez Diaz Jr. \| 4 \| Utopia Travis Scott \| \| Unwritten Natasha Bedingfield Danielle Anne Brisebois, Wayne Rodrigues, Natasha Anne Bedingfield \| 5 \| 1989 (Taylor’s Version) Taylor Swift \| \| Belong Together Mark Ambor Mark Gregory Damboragian \| 6 \| Moon Music Coldplay \| \| Too Sweet Hozier Stuart Daniel Johnson, Daniel Nathan Krieger, Daniel Tannenbaum, Sergiu Adrian Gherman, Peter C. Gonzales, Andrew John Hozier-Byrne, Tyler Reese Mehlenbacher \| 7 \| Lover Taylor Swift \| \| Vois sur ton chemin (Techno Mix) Bennett Musik: Bruno Serge Marie Coulais; Text: Christophe Alexandre Paul Barratier \| 8 \| Midnights Taylor Swift \| \| Prada Cassö feat. Raye & D-Block Europe Obi Fred Ebele, Uche Ben Ebele, Adam Nathaniel Laurence Williams, Ricky Earl Banton, Jahmori Dejon Simmons, Rachel Agatha Keen \| 9 \| Born to Die Lana Del Rey \| \| A Bar Song (Tipsy) Shaboozey Chibueze Collins Obinna, Nevin Sastry, Sean Cook, Jerrel C. Jones, Joe Anthony Kent, Mark Allen Williams \| 10 \| Reputation Taylor Swift \| |                                          |                                            |                                          |          |
| ← 2023 |                                          |                                            |                                          | → 2025 → |
| Singles | Position#                                | Alben                                      |                                          |          |
| Beautiful Things Benson Boone Benson James Boone, Evan Robert Eliiot Blair, Jackson Lafrantz Larsen | 1                                        | The Tortured Poets Department Taylor Swift |                                          |          |
| I Like the Way You Kiss Me Artemas Artemas Diamandis, Jesse Finkelstein, Kevin Clark White, Toby James Daintree | 2                                        | Hit Me Hard and Soft Billie Eilish         |                                          |          |
| Stumblin’ In Cyril Nicholas Barry Chinn, Michael Donald Chapman | 3                                        | From Zero Linkin Park                      |                                          |          |
| Lose Control Teddy Swims Joshua Emanuel Coleman, Julian Collin Bunetta, Jaten Collin Dimsdale, John Stephen Sudduth, Marco Antonio Rodriguez Diaz Jr. | 4                                        | Utopia Travis Scott                        |                                          |          |
| Unwritten Natasha Bedingfield Danielle Anne Brisebois, Wayne Rodrigues, Natasha Anne Bedingfield | 5                                        | 1989 (Taylor’s Version) Taylor Swift       |                                          |          |
| Belong Together Mark Ambor Mark Gregory Damboragian | 6                                        | Moon Music Coldplay                        |                                          |          |
| Too Sweet Hozier Stuart Daniel Johnson, Daniel Nathan Krieger, Daniel Tannenbaum, Sergiu Adrian Gherman, Peter C. Gonzales, Andrew John Hozier-Byrne, Tyler Reese Mehlenbacher | 7                                        | Lover Taylor Swift                         |                                          |          |
| Vois sur ton chemin (Techno Mix) Bennett Musik: Bruno Serge Marie Coulais; Text: Christophe Alexandre Paul Barratier | 8                                        | Midnights Taylor Swift                     |                                          |          |
| Prada Cassö feat. Raye & D-Block Europe Obi Fred Ebele, Uche Ben Ebele, Adam Nathaniel Laurence Williams, Ricky Earl Banton, Jahmori Dejon Simmons, Rachel Agatha Keen | 9                                        | Born to Die Lana Del Rey                   |                                          |          |
| A Bar Song (Tipsy) Shaboozey Chibueze Collins Obinna, Nevin Sastry, Sean Cook, Jerrel C. Jones, Joe Anthony Kent, Mark Allen Williams | 10                                       | Reputation Taylor Swift                    |                                          |          |